# Нильсен, Клаус Вестерлунн
Клаус Вестерлунн Нильсен (дат. Klaus Vesterlund Nielsen, род. 14 января 1976) — датский профессиональный велогонщик, чемпион Дании по маунтинбайку в кросс-кантри (2003) и кросс-кантри марафоне (2008).

## Карьера
В 1993 году Клаус Нильсен поступил в Росборгскую гимназию, и окончил её в 1996 году. С 1996 по 1997 годы учился в бизнес-школе Вайле. Посещал курс обучения продажам компании TACK International Denmark.
С сентября 1997 по февраль 2003 года подрабатывал на фабрике Isabella Camping, занимающейся производством спортивных товаров.
С февраля 2003 по январь 2004 — торговый представитель пивоваренной корпорации Carlsberg Group.
В 2004 году Клаус Вестерлунн Нильсен завоевал серебряную медаль на чемпионате Северных стран по кросс-кантри марафону в Варберге (Швеция). Он приехал с отставанием в 4 минуты от победителя, норвежца Гейра Лиена. В том году 100-километровая «Бокстенстурен» имела статус первого чемпионата Северных стран по маунтинбайк-марафону.
С августа 2005 по январь 2008 работал продавцом-консультантом в веломагазине.
С января 2008 по ноябрь 2008 — торговый представитель Pronghorn Bikes, датского производителя велосипедов.
С января 2009 по март 2010 — продавец-консультант WeBike DK.
С августа 2010 по октябрь 2010 работал офисным ассистентом в Lampefeber, занимающейся продажами светотехники.
С октября 2011 по март 2022 был торговым представителем компании Cycle Service Nordic — скандинавском поставщике аксессуаров и запасных частей для велосипедов.
С марта 2022 по декабрь 2023 — региональный менеджер Cycle Service Nordic.
С декабря 2023 — руководитель отдела продаж Cycle Service Nordic.

### Достижения

#### Маунтинбайк
1997
3-й на чемпионате северных стран, кросс-кантри
1998
20-й на 5-м этапе Tour de France MTB
2002
MTB Marathon Hillerød
2003
 Чемпионат Дании, кросс-кантри
2004
2-й на чемпионате северных стран, MTB-марафон
2005
3-й на Чемпионате Дании, кросс-кантри
2006
3-й на Чемпионате Дании, MTB-марафон
2007
3-й на Чемпионате Дании, MTB-марафон
2008
 Чемпионат Дании, MTB-марафон
2-й на MTB Post Cup Finale
2009
MTBliga.dk — Aalborg
2010
3-й на Чемпионате Дании, кросс-кантри
8-й на гонке SMC в Орхусе
12-й на Shimanoliga.Dk
2011
16-й на MTBliga.dk
2015
7-й на Copenhagen Gran Fondo 2015
2016
4-й на Bakkeløbet 2016
2018
69-й на Bakkeløbet 2018

#### Шоссе
2013
38-й на Marselis Cykelløbet 2013
2014
8-й на Rund om Rold 2014
2015
7-й на Marselis Cykelløbet 2015
27-й на Rund om Rold 2015
81-й на UCI World cycling tour final 2015
2016
4-й на Marselis Cykelløbet 2016
5-й на Rundt om Rold 2016
9-й на Det Østjyske Bakkeløb
20-й на WeBike Aarhus Rundt 2016
2017
97-й на Det Østjyske Bakkeløb 2017